# Ретуш
Ретуш су негативи на ивици каменог одбитка који настају накнадном обрадом артефакта помоћу ретушера (од камена, кости, рога или сл.) ради стварања оруђа или оружја жељене форма. Овим поступком се ојачавала ивица одбитка и угао погодан за коришћење алатке. Намерна обрада се разликује од случајних оштећења. Лаплас је класификовао ретуш према:
- начину извођења (угао у односу на вертикалну страну одбитка)
- ширини ретуша (дубок или на маргини)
- правцу ретуша (директан, инверзан, наизменичан, бифацијалан, нормалан)
- континуитету (континуинари, дисконтинуирани, јамичаст, назупчен)
- локализацији (проксималан, медијалан, дисталан)
- оријентацији (латералан, трансферзалан)
- и форми (прав, конвексан, конкаван, синусоидан).